# Шинкарук Борис Федорович
Бори́с Фе́дорович Шинкару́к (нар. 14 травня 1949, с. Вчорайше, Ружинський район, Житомирська область) — журналіст, видавець, старший брат Володимира Шинкарука. Заслужений журналіст України (2001), орден «За заслуги» ІІІ ст. (2008). Секретар Національної спілки журналістів України (з 2002), член правління Центральної спілки споживчих товариств України (з 2002).

## Життєпис
Закінчив факультет журналістики КДУ ім. Т. Г. Шевченка (1975), Московську академію суспільних наук (1986).
З 1958 по 1962 рік родина Шинкаруків проживала в смт Теофіполь, а з 1962 по 1967 рік у місті Красилові Хмельницької області.
Після закінчення Красилівської школи № 1 працював у Красилівській районній газеті «Зоря комунізму» (1966—1967), а з 1967 по 1971 рік — у газеті «Шлях до комунізму» (місто Андрушівка Житомирської області). Другий секретар Андрушівського РК ЛКСМУ (1971—1975); зав. відділу Житомирської обласної молодіжної газети «Комсомольська зірка» (1975—1977); інструктор, зав сектору преси ЦК ЛКСМУ (1977—1982); головний редактор журналу «Піонерія» (1982—1984).
Навчався в Московській академії суспільних наук при ЦК КПРС (1984—1986); інструктор відділу пропаганди, заступник завідувача сектору преси ЦК КПУ (1986—1991).
З 1992 по 2013 рік — головний редактор всеукраїнської газети «Вісті COOP».